# Euphorbia pseudomollis
Euphorbia pseudomollis es una especie fanerógama perteneciente a la familia de las euforbiáceas. Es endémica de Tanzania y Kenia.

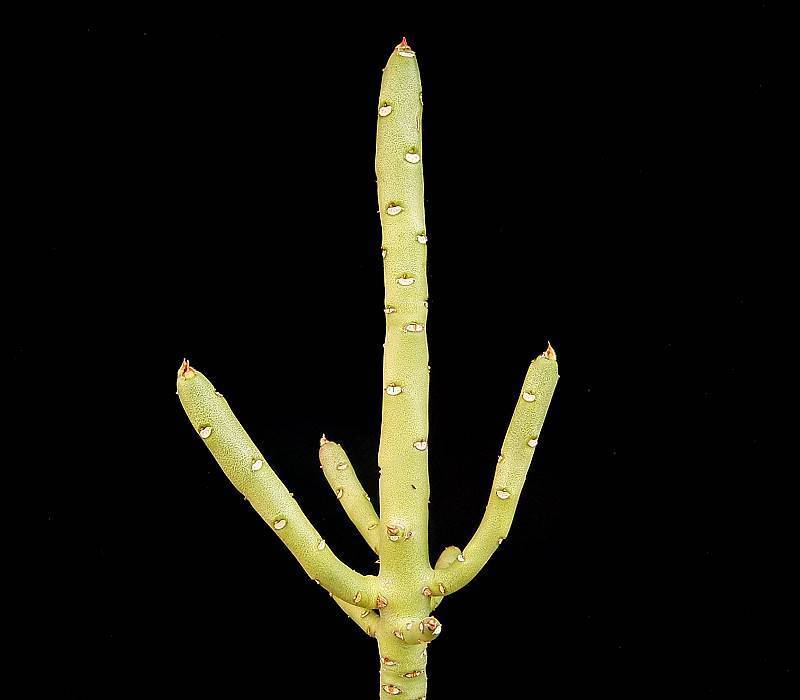
Detalle de la planta

## Descripción
Es un arbusto muy ramificado  o árbol que alcanza un tamaño de hasta 9 m de altura, las hojas obovadas, de ± 17 x 7 cm.

## Ecología
Se encuentra en los suelos arenosos y laderas del bosque abierto caducifolio; a una altitud de 600-1550 metros.

## Taxonomía
Euphorbia pseudomollis fue descrita por Bruyns y publicado en Taxon 55: 414. 2006.
Etimología
Euphorbia: nombre genérico que deriva del médico griego del rey Juba II de Mauritania (52 a 50 a. C. - 23), Euphorbus, en su honor – o en alusión a su gran vientre –  ya que usaba médicamente Euphorbia resinifera. En 1753 Carlos Linneo asignó el nombre a todo el género.
pseudomollis: epíteto latino que significa "similar a Euphorbia mollis".
Sinonimia
- Synadenium molle Pax (1909).